# 보라보라 공항
보라보라 공항(영어: Bora Bora Airport, 프랑스어: Aéroport de Bora Bora)은 프랑스령 폴리네시아 보라보라 섬에 있는 공항이다. 보라보라 섬으로 통하는 관문이 되기도 한다.

## 운항 노선

### 국내선
| 항공사      | 목적지               |
| ----------- | -------------------- |
| 에어 타히티 | 파페에테, 라이아테아 |